# Nekrolog 1722
Nekrolog
◄◄
| ◄
| 1718
| 1719
| 1720
| 1721
| 1722 | 1723 | 1724 | 1725 | 1726 | ► | ►►
Weitere Ereignisse | Allgemeiner Nekrolog 1722
Die Beschreibung der verstorbenen Person sollte so kurz wie möglich gehalten sein und nur deren signifikante Tätigkeit(en) enthalten.
Neue Namen ggf. auch unter dem Geburts- und Sterbedatum, also etwa unter 1. Januar und im Geburts- und Sterbejahr (2024) eintragen (nur bei entsprechender großer Wichtigkeit). Für Beispiele siehe die schon vorhandenen Artikel.
Außerdem über die fünf zuletzt Verstorbenen, zu denen es einen ausreichend guten Artikel für eine Präsentation auf der Hauptseite gibt, nach der todesbedingten Überarbeitung der Artikel ggf. auch unter Wikipedia Diskussion:Hauptseite informieren und sie am besten auch in den anderen Wikipedia-Sprachversionen eintragen. Tipp: Regelmäßig bei news.google.de nach „ist tot“, „gestorben“ oder „verstorben“ suchen.
Wenn eine Person gestorben ist, gibt es viele Seiten zu dieser Person in der Wikipedia, die davon auch betroffen sind und entsprechend aktualisiert werden müssen. Beispiele: Namenübersichtsseite, Geburtsjahr, Geburtsort-Seiten und viele mehr.
Wie finde ich die betroffenen Seiten?
Im Suchfeld auf der linken Seite gibt man den Suchbegriff so ein: „Vorname Nachname“. Dann klickt man auf Volltext und alle Seiten mit entsprechendem Suchtext werden aufgerufen. Hier sieht man dann schnell, wo auch das Todesjahr Sinn macht oder sogar ein Teil des Artikels angepasst werden muss. Auch hilft das „Werkzeug“ auf der linken Seite sehr gut, um solche Seiten aufzufinden: „Links auf diese Seite“. Somit ist die Wikipedia wieder aktuell in allen Bereichen! Hinweis: bei Eintragung der Kategorie „Gestorben JAHR“ wird der Missbrauchsfilter 49 ausgelöst, was jedoch nicht schlimm ist. Siehe: Spezial:Missbrauchsfilter/49
Dies ist eine Liste von im Jahr 1722 verstorbenen bekannten Persönlichkeiten. Die Einträge erfolgen innerhalb der einzelnen Daten alphabetisch sortiert. Tiere sind im Nekrolog für Tiere zu finden.

## Januar
| Tag        | Name                               | Beruf, bekannt als                                                         | Alter | Beleg |
| ---------- | ---------------------------------- | -------------------------------------------------------------------------- | ----- | ----- |
| 7. Januar  | Antoine Coypel                     | französischer Maler                                                        | 60    |       |
| 15. Januar | Konrad Ferdinand Geist von Wildegg | deutscher römisch-katholischer Geistlicher, Weihbischof im Bistum Konstanz | 59    |       |
| 22. Januar | Jacques Tarade                     | französischer Ingenieur                                                    |       |       |
| 23. Januar | Henri de Boulainvilliers           | französischer Historiker, Philosoph und Astrologe                          | 63    |       |
| 25. Januar | Joachim Friedrich                  | Herzog von Schleswig-Holstein-Plön                                         | 53    |       |
| 29. Januar | Carl Gustaf Rehnskiöld             | schwedischer General; Gouverneur von Schonen, Feldmarschall                | 70    |       |
| Januar     | Ruggiero Fedeli                    | italienischer Sänger, Komponist und Kapellmeister                          |       |       |

## Februar
| Tag         | Name                                 | Beruf, bekannt als                                                                        | Alter | Beleg |
| ----------- | ------------------------------------ | ----------------------------------------------------------------------------------------- | ----- | ----- |
| 3. Februar  | Johann Friedrich Pereth              | Salzburger Barockmaler                                                                    | 78    |       |
| 4. Februar  | Johann Philipp von Reiffenberg       | Altertumswissenschaftler, Oberamtmann                                                     |       |       |
| 5. Februar  | Eleonore d’Olbreuse                  | durch Heirat Herzogin von Braunschweig-Lüneburg                                           | 83    |       |
| 5. Februar  | Christian Michael Stever             | deutscher Jurist und Bürgermeister von Rostock                                            | 64    |       |
| 10. Februar | Bartholomew Roberts                  | walisischer Pirat                                                                         |       |       |
| 13. Februar | Friedrich Wilhelm I. Adolf           | Fürst zu Nassau-Siegen                                                                    | 41    |       |
| 14. Februar | Johann Jacob Schudt                  | lutherischer Theologe, Orientalist und Pädagoge                                           | 58    |       |
| 18. Februar | Charlotte Amalie von Hessen-Wanfried | Fürstin von Siebenbürgen                                                                  | 42    |       |
| 22. Februar | Arnold de Ville                      | wallonischer Ingenieur                                                                    | 68    |       |
| 24. Februar | Johannes d’Outrein                   | niederländischer Prediger, Schriftsteller und Verfasser evangelischer theologischer Werke | 59    |       |
| 25. Februar | Johann Heinrich Sprögel              | deutscher lutherischer Theologe                                                           | 77    |       |
| 28. Februar | William Kerr, 2. Marquess of Lothian | britischer Adliger, Offizier und Politiker                                                |       |       |

## März
| Tag      | Name                          | Beruf, bekannt als                                                                                           | Alter | Beleg |
| -------- | ----------------------------- | --- | ----- | ----- |
| 4. März  | Lucas Heinrich Thering        | deutscher protestantischer Theologe und Schriftsteller                                                       | 74    |       |
| 11. März | Wolfgang Christoph Deßler     | deutscher Kirchenlieddichter und Konrektor                                                                   | 62    |       |
| 11. März | John Toland                   | irisch-britischer Freidenker                                                                                 | 51    |       |
| 24. März | Hildegard Meixner             | bayrische Zisterzienserin und Äbtissin                                                                       | 72    |       |
| 24. März | Ernst Friedrich Meurer        | königlich-polnischer und kurfürstlich-sächsischen Rat und Oberamtmann des Thüringischen Kreises in Tennstedt | 61    |       |
| 26. März | Johann Michael von Althann    | Favorit Karl VI.                                                                                             | 42    |       |
| 28. März | Na’od II.                     | Negus Negest (Kaiser) von Äthiopien                                                                          |       |       |
| 31. März | Eberhard von Danckelman       | brandenburgischer Minister und Reichsfreiherr                                                                | 78    |       |
| 31. März | Campegius Vitringa der Ältere | niederländischer reformierter Theologe                                                                       | 62    |       |

## April
| Tag       | Name                                   | Beruf, bekannt als                                             | Alter | Beleg |
| --------- | -------------------------------------- | -------------------------------------------------------------- | ----- | ----- |
| 5. April  | Ferdinand Amadeus Freiherr von Harrsch | Regimentsquartiermeister und Generalfeldwachtmeister           |       |       |
| 9. April  | John Cecil, 7. Earl of Exeter          | britischer Peer und Politiker                                  | 22    |       |
| 9. April  | Charles Spencer, 3. Earl of Sunderland | englischer Politiker und Staatsmann                            |       |       |
| 12. April | Antonio Zanchi                         | italienischer Maler                                            | 90    |       |
| 16. April | Johann Jacob Bach                      | deutscher Musiker, Bruder von Johann Sebastian Bach            | 40    |       |
| 17. April | Nicolaus Sauerwaldt                    | protestantischer Theologe                                      | 83    |       |
| 18. April | Johann Friedrich Helbig                | deutscher geistlicher Dichter, Sänger und Kapellmeister        | 41    |       |
| 20. April | Johann Georg Rohr                      | Glockengießer in Heilbronn                                     | 56    |       |
| 21. April | Damian Hugo von Virmont                | kaiserlicher General und Diplomat                              | 55    |       |
| 22. April | Heinrich Pipping                       | deutscher lutherischer Theologe und Oberhofprediger in Dresden | 52    |       |
| 28. April | Adam Gschwend                          | deutscher Pädagoge, Autor, Rektor                              | 57    |       |
| 28. April | Johannes Scherer                       | deutscher Instrumentenbauer                                    | 58    |       |
| April     | Giuseppe Cino                          | italienischer Bildhauer und Baumeister                         | 76    |       |

## Mai
| Tag     | Name                        | Beruf, bekannt als                          | Alter | Beleg |
| ------- | --------------------------- | ------------------------------------------- | ----- | ----- |
| 2. Mai  | Gian Carlo Cailò            | italienischer Violinist und Komponist       |       |       |
| 4. Mai  | Johann Balthasar Burckhardt | Bürgermeister von Basel                     | 80    |       |
| 4. Mai  | Claude Gillot               | französischer Maler                         | 49    |       |
| 10. Mai | Hermann Lothar von Auwach   | deutscher Adeliger und Domherr              |       |       |
| 17. Mai | Franz Beer von Au           | Vorarlberger Barockbaumeister und Architekt | 62    |       |
| 26. Mai | Sébastien Vaillant          | französischer Botaniker                     | 53    |       |
| 29. Mai | Laurentius Laurentii        | deutscher Kantor und Theologe               | 61    |       |

## Juni
| Tag      | Name                                   | Beruf, bekannt als                                               | Alter | Beleg |
| -------- | -------------------------------------- | ---------------------------------------------------------------- | ----- | ----- |
| 5. Juni  | Johann Kuhnau                          | deutscher Komponist und Schriftsteller des Barock                | 62    |       |
| 13. Juni | Johann Betichius                       | deutscher evangelischer Diakon und Kirchenliederdichter          | 71    |       |
| 15. Juni | Johann Bleyer                          | deutscher Lokalpolitiker und kursächsischer Landtagsabgeordneter |       |       |
| 16. Juni | John Churchill, 1. Duke of Marlborough | englischer Feldherr im Spanischen Erbfolgekrieg                  | 72    |       |
| 16. Juni | Marc’Antonio Zondadari                 | Großmeister des Malteserorden                                    | 63    |       |
| 20. Juni | Christoph Dientzenhofer                | deutscher Baumeister des Barock                                  | 66    |       |
| 22. Juni | Maria Landini                          | italienische Opernsängerin (Sopran)                              |       |       |

## Juli
| Tag      | Name                            | Beruf, bekannt als                                | Alter | Beleg |
| -------- | ------------------------------- | ------------------------------------------------- | ----- | ----- |
| 6. Juli  | Friedrich von Saldern           | Verwaltungsbeamter des Herzogs von Holstein       | 36    |       |
| 7. Juli  | Estienne Roger                  | französisch-niederländischer Drucker und Verleger |       |       |
| 11. Juli | Johann Joseph Vilsmayr          | österreichischer Violinist und Komponist          |       |       |
| 13. Juli | Heinrich Leonhard Schurzfleisch | deutscher Jurist, Historiker und Bibliothekar     | 57    |       |
| 14. Juli | Iwan Skoropadskyj               | Hetman der ukrainischen Kosaken                   |       |       |
| 18. Juli | Johann Heinrich Hävecker        | deutscher Theologe und Histograph                 | 81    |       |
| 21. Juli | Friedrich Ernst Kettner         | evangelischer Theologe                            | 51    |       |
| 25. Juli | Claude Antoine Couplet          | französischer Ingenieur                           | 80    |       |

## August
| Tag        | Name                                  | Beruf, bekannt als                                                            | Alter | Beleg |
| ---------- | ------------------------------------- | ----------------------------------------------------------------------------- | ----- | ----- |
| 7. August  | Johann Georg Beck                     | deutscher Kupferstecher                                                       | 46    |       |
| 10. August | Giorgio Cornaro                       | italienischer Kardinal und Bischof von Padua                                  | 64    |       |
| 11. August | Johann Christoph Ernesti              | deutscher evangelischer Theologe                                              | 60    |       |
| 11. August | Hedwig Elisabeth Amalia von der Pfalz | Prinzessin und Pfalzgräfin von Neuburg, durch Heirat Kronprinzessin von Polen | 49    |       |
| 12. August | Giovanni II. Corner                   | Doge von Venedig und letzter aus der Corner-Familie                           | 75    |       |
| August     | Robert Sibbald                        | schottischer Arzt und Naturwissenschaftler                                    | 81    |       |

## September
| Tag           | Name                      | Beruf, bekannt als                                                                       | Alter | Beleg |
| ------------- | ------------------------- | ---------------------------------------------------------------------------------------- | ----- | ----- |
| 7. September  | Carl von Ahlefeldt        | deutscher Staatsmann, Herr der Güter Rixingen und Langeland, sowie Landrat auf Langeland | 52    |       |
| 7. September  | Gerhard Wolter Molanus    | deutscher Privatgelehrter, Büchersammler und evangelischer Abt des Klosters Loccum       | 88    |       |
| 11. September | Johann Michael Heineccius | deutscher lutherischer Theologe, Historiker und Sphragistiker                            | 47    |       |
| 17. September | Herwig Böning             | deutscher Priester                                                                       | 81    |       |
| 18. September | André Dacier              | französischer Philologe und Bibliothekar                                                 | 71    |       |
| 18. September | Johann Caspar Horn        | deutscher Komponist, Jurist und Arzt                                                     | 86    |       |
| 21. September | Christian Richter         | deutscher Baumeister                                                                     |       |       |
| 26. September | Guillaume Massieu         | französischer Jesuit, Altphilologe und Romanist                                          | 57    |       |

## Oktober
| Tag         | Name                                               | Beruf, bekannt als                                   | Alter | Beleg |
| ----------- | -------------------------------------------------- | ---------------------------------------------------- | ----- | ----- |
| 1. Oktober  | Johann Heinrich Funcke                             | deutscher Hofbeamter                                 | 46    |       |
| 8. Oktober  | Leodegar Keller                                    | Schweizer Landschreiber, Kleinrat und Salzdirektor   | 80    |       |
| 25. Oktober | Francisco Guerau                                   | spanischer Gitarrist, Sänger, Komponist und Priester | 73    |       |
| 25. Oktober | Raymund Ferdinand von Rabatta                      | Fürstbischof von Passau                              | 53    |       |
| 28. Oktober | Wilhelm Hermann Ignatz Wolff-Metternich zur Gracht | Dompropst und Weihbischof in Münster                 | 57    |       |

## November
| Tag          | Name                                   | Beruf, bekannt als                                                               | Alter | Beleg |
| ------------ | -------------------------------------- | -------------------------------------------------------------------------------- | ----- | ----- |
| 8. November  | Christoph Cuntzius                     | deutscher Orgelbauer                                                             |       |       |
| 11. November | Henri Duquesne                         | französischer Kapitän und Hugenotte                                              |       |       |
| 12. November | Adriaen van der Werff                  | niederländischer Maler                                                           | 63    |       |
| 20. November | John Lombe                             | englischer Seidenproduzent und Industriespion                                    |       |       |
| 24. November | Ulrich Glantschnigg                    | österreichischer Maler des Barock                                                |       |       |
| 24. November | Johann Adam Reincken                   | deutscher Komponist                                                              |       |       |
| 24. November | Elizabeth Seymour, Duchess of Somerset | Oberhofmeisterin (Mistress of the Robes) der Königin Anna und Politikerin (Whig) | 55    |       |

## Dezember
| Tag          | Name                                      | Beruf, bekannt als | Alter | Beleg |
| ------------ | ----------------------------------------- | --- | ----- | ----- |
| 5. Dezember  | Marie-Anne de La Trémoille                | französische Adelige, Beraterin des spanischen Königspaares Philipp V. und Maria Luisa von Savoyen                                                                                         |       |       |
| 8. Dezember  | Stefan Jaworski                           | ukrainischer und russischer Theologe, Philosoph, Schriftsteller, Dichter, Essayist, Prediger, Metropolit von Rjasan und Murom, Präsident der Heiligen Synod der russisch-orthodoxen Kirche |       |       |
| 8. Dezember  | Liselotte von der Pfalz                   | Prinzessin von der Pfalz, durch Heirat Herzogin von Orléans und Schwägerin Ludwigs XIV. | 70    |       |
| 10. Dezember | Christoph Ludwig Schwarzenau              | deutscher lutherischer Theologe | 75    |       |
| 11. Dezember | Bonnaventure-François de Boisfermé        | französischer Kommandant und Kolonialadministrator |       |       |
| 11. Dezember | Simon Karchne                             | slowenisch-österreichischer Jesuit | 73    |       |
| 14. Dezember | Bertram Christian von Hoinckhusen         | deutscher Jurist, Richter und Kartograph | 71    |       |
| 17. Dezember | Tobias Ackermann                          | Abt der Zisterzienserklöster Heinrichau und Zirc | 66    |       |
| 19. Dezember | Christian Ludwig Ermisch                  | deutscher lutherischer Theologe | 70    |       |
| 20. Dezember | Kangxi                                    | Kaiser von China | 68    |       |
| 21. Dezember | Friedrich Christian Seifert von Edelsheim | Regierungschef und Kammerpräsident | 53    |       |
| 23. Dezember | Pierre de Varignon                        | französischer Wissenschaftler, Mathematiker und Physiker |       |       |
| 27. Dezember | Anna Pogwisch                             | deutsche Adlige und Mäzenin | 88    |       |
| 30. Dezember | Sigmund von Erlach                        | Hofmarschall und Kommandeur der Schweizer Garde in Preußen | 51    |       |
| Dezember     | Franz Kiggelaer                           | niederländischer Apotheker und Botaniker |       |       |

## Datum unbekannt
| Tag | Name                         | Beruf, bekannt als                                                             | Alter | Beleg |
| --- | ---------------------------- | ------------------------------------------------------------------------------ | ----- | ----- |
|     | Johann Georg Alberti         | deutscher Orgelbauer                                                           |       |       |
|     | Johann Stephan Burgermeister | deutscher Jurist                                                               |       |       |
|     | John Clipperton              | englischer Pirat und Namensgeber der Clipperton-Insel                          |       |       |
|     | Domingos da Costa            | Führer der Topasse                                                             |       |       |
|     | Melchior Niedhardt Gronau    | Bürgermeister der Stadt Brilon                                                 |       |       |
|     | Gertrud Gröninger            | deutsche Bildhauerin                                                           |       |       |
|     | Heinrich von Heuel           | kaiserlicher Hofrat                                                            |       |       |
|     | Giovanni Battista Maderno    | tschechisch-österreichischer Hof–Ingenieur und Architekt                       |       |       |
|     | Konoe Motohiro               | Regent für den japanischen Kaiser Higashiyama                                  |       |       |
|     | Maximilien Misson            | französischer Reiseschriftsteller und Pariser Parlamentsrat                    |       |       |
|     | François Raguenet            | französischer Historiker und Musikwissenschaftler                              |       |       |
|     | Peter Sandrart               | Tabakfabrikant und langjähriger Bürgermeister der Pfälzer Kolonie in Magdeburg |       |       |
|     | Caspar Schippel              | deutscher Orgelbauer und Müller                                                |       |       |
|     | Johann Georg Schmidt         | deutscher Apotheker, Naturwissenschaftler und Schriftsteller der Aufklärung    |       |       |
|     | Filippo Tancredi             | italienischer Maler                                                            |       |       |